# Амасра
Амасра (до 1460 года Амастрида; греч. Ἄμαστρις; род. п. Ἀμάστριδος; тур. Amasra) — город на западе черноморского побережья Турции. Основан во 2-м тысячелетии до н. э. на побережье малоазийской области Пафлагония. Население 7,0 тыс. чел. (2009 год, оценка).

## Античность
Во времена ранней античности подвергся эллинизации. Упоминается по поэме Гомера «Илиа́да» под названием Сезам или Сесам (Σήσαμος). В 302 году до н. э. его избрала своей резиденцией вдова правителя Пафлагонии Лисимаха — персидская принцесса Амастрида, которая переехала сюда из соседнего города Гераклея. В честь неё Сезам получил новое название — Амастрида (Амастрия), сохраняющееся до сих пор в искажённом виде — Амасра. Во времена классической античности Амастрида представляла собой большой, изящно отстроенный город, имевший торговую бухту и два укреплённых острова, ныне известные как Бююк-ада (Большой) и Тавшан-ада (Кроличий). В окрестностях Амастриды, особенно около Китора, некогда росло много красивых буковых деревьев. Со временем город перешёл под власть Римской (с 66 года до н. э.) и Византийской империй (395 год н. э.).

## Средние века

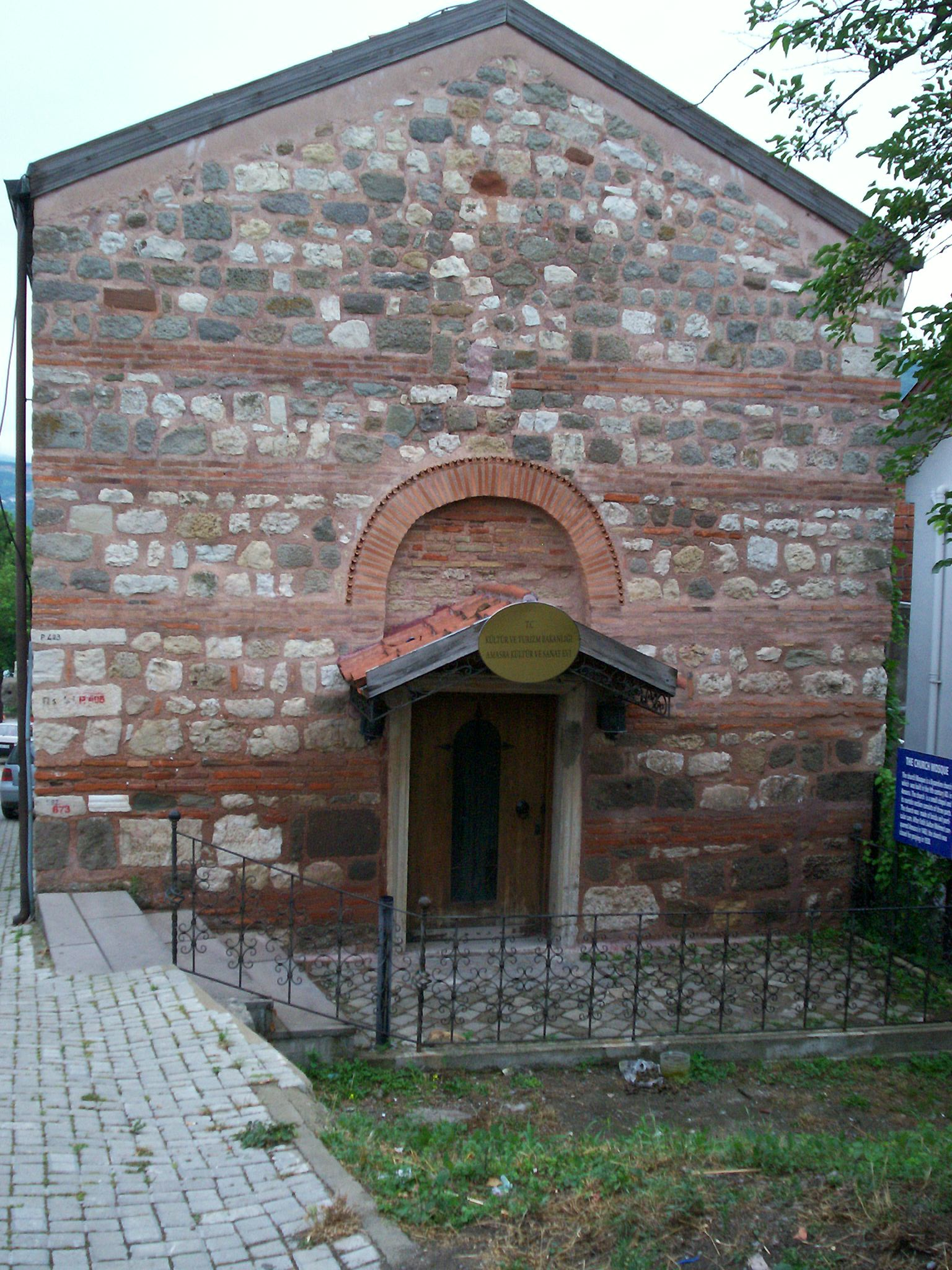
Амасра. Византийская церковь IX века. Мечеть в 1460—1930 годах. Ныне музей.

В 830-е годы (согласно житию Георгия Амастридского, написанному не позднее 842 года) город разграбили русы (росы), но он был вскоре восстановлен. В 1204 году, когда впервые пал Константинополь, Гераклея Понтийская и Амастрида были двумя основными городами Пафлагонии, греческое население которой признало власть Трапезундской империи. В ходе трапезундско-никейского конфликта в 1206—1210 годах, Никейской империи удалось включить Пафлагонию в свой состав и получить выход к Чёрному морю. Но уже в начале XIV века город со всех сторон окружили турки-османы. Крепость Амастриды взяла под свой контроль Генуэзская республика, подвозившая запасы с моря. Но в 1460 году генуэзцы были выбиты из крепости. После этого византийская церковь IX века была превращена в мечеть, а затем в музей в 1930 году. Город запустел и долгое время был практически безлюден, хотя остатки греческого населения проживали в его окрестностях до депортации 1923 года.